# Pont-lès-Bonfays
Pont-lès-Bonfays è un comune francese di 86 abitanti situato nel dipartimento dei Vosgi nella regione del Grand Est.

## Società

### Evoluzione demografica
Abitanti censiti